# Jean-Pierre Dutilleux
Jean-Pierre Dutilleux (nacido el 13 de octubre de 1949) es un autor belga, activista, director de película, actor y editor de películas.

## Carrera
Durante su carrera de 40 años, Jean-Pierre Dutilleux ha hecho treinta películas, incluyendo una docena en Amazonia, tomado miles de fotografías y publicado seis libros.
Jean-Pierre Dutilleux logró aclamación internacional con su documental nominado a los Óscar, Raoni, una investigación sobre los complejos problemas que tiene la supervivencia de los indígenas nativos de la selva de la Amazonia y de la selva en general.
Grabada en esa misma localización y llamada como el jefe de la tribu, la película estaba narrada por Marlon Brando.
Natural de Bélgica, Dutilleux consiguió el graduado de Artes en Francia y de Literatura en la Universidad de Santa Adelina en Lieja y más tarde estudió Derecho, Idiomas y Económicas en la Universidad de Lovaina. Durante sus años en la universidad, Dutilleux viajó por Norte y Sudamérica. En 1972, trabajó como asistente de Costa-Gavras en la producción de Estado de sitio en Chile. Dos años después, con 23 años de edad, Dutilleux completó su primera película, un estudio de los nativos del Amazonas.
En los años siguientes, grabó y fotografió más de 50 tribus alrededor del mundo, produjo una docena de películas en el Amazonas, navegó alrededor del mundo y documentó aventuras únicas. Adicionalmente, su trabajo como fotoreportero ha aparecido en más de 100 revistas en varios países.
En una de sus visitas al Amazonas, Dutilleux fue acompañado del famoso músico de rock Sting, que experimentó de primera mano las tribus indígenas de la jungla, rápidamente desapareciendo. Juntos publicaron artículos en los que las fotos de Dutilleux fortalecieron la imagen de la tragedia de la desaparición de los nativos, lo que impulsó que este problema se convirtiera en objeto debate globalmente. Para este fin creó la AFV (Rainforest Organization) que lanzó una campaña internacional con un anuncio televisivo en el que aparecía Sting. Acompañado por el jefe Raoni, se embarcaron en una gira mundial y, en solo 60 días, establecieron fundaciones locales en 12 países, buscando aumentar la conciencia y los fondos para la protección de la selva. En sus obras más recientemente publicadas, Dutilleux recuerda estas aventuras y comparte sus fotos más importantes.

## Filmografía
- Raoni 1 premio[3]

## Libros
Los libros publicados por Dutilleux, y una traducción al español de sus títulos originales:
| Título original                                   | Título de la publicación en español            | Año de publicación |
| ------------------------------------------------- | ---------------------------------------------- | ------------------ |
| Raoni, mon dernier voyage                         | Raoni, mi último viaje                         | 2019               |
| Sur la trace des peuples perdus                   | En la estela de los pueblos perdidos           | 2015               |
| Tributs : les Peuples Premiers                    | Tribus: las primeras personas                  | 2013               |
| Raoni : Mémoires d'un Chef Indien                 | Raoni: memorias de un jefe indio               | 2010               |
| Raoni et le monde premier                         | Raoni y el primer mundo                        | 2000               |
| L'Indien blanc : vingt ans de sortilège amazonien | El indio blanco: 20 años de hechizo amazónico  | 1994               |
| Raoni - Le tour du monde d'un Indien en 60 jours  | Raoni, un indio alrededor del mundo en 60 días | 1990               |
| Amazonie lutte pour la vie                        | Historias de la jungla, con Sting              | 1989               |

## Premios y nominaciones
Premios Óscar
| Año  | Categoría              | Película | Resultado |
| ---- | ---------------------- | -------- | --------- |
| 1979 | Mejor documental largo | Raoni    | Nominado  |